# Kurt Gottschaldt
Kurt Gottschaldt (* 25. April 1902 in Dresden; † 24. März 1991 in Göttingen) war ein deutscher Psychologe und Hochschullehrer. Er leitete die Abteilung Erbpsychologie am Kaiser-Wilhelm-Institut für Anthropologie, menschliche Erblehre und Eugenik, gilt als Nestor der frühen DDR-Psychologie und als einer der wichtigsten Vertreter der zweiten Generation der Schule der Gestaltpsychologie bzw. der Gestalttheorie in Deutschland (zusammen mit Wolfgang Metzger und Edwin Rausch).

## Leben
Gottschaldt wurde 1902 in Dresden als Sohn des Kaufmanns Hans Gottschaldt, der später als Fabrikdirektor in Schwarzenberg/Erzgeb. und Hannover tätig war, geboren. Er besuchte die Bürgerschule in Schwarzenberg, das Realgymnasium I in Hannover und legte schließlich seine Reifeprüfung am Falkrealgymnasium in Berlin ab. Ab 1920 studierte Gottschaldt Physik und Chemie an der Universität Berlin, wandte sich dann jedoch – angezogen von Wolfgang Köhlers Ideen zur Verbindung von Philosophie und Naturwissenschaft – dem Studium der Philosophie und Psychologie zu. Über Befürwortung von Wolfgang Köhler und Kurt Koffka erhielt er 1926 eine bezahlte Assistentenstelle am Berliner Psychologischen Institut, wo er mit seiner Untersuchung Über den Einfluss der Erfahrung auf die Wahrnehmung von Figuren promoviert wurde.
1929 erhielt er an der Rheinischen Provinzialanstalt für seelisch Abnorme in Bonn als einer der ersten in Deutschland eine Vollzeit-Anstellung als klinischer Psychologe und leitete dort die Psychologische Abteilung. Diese Einrichtung wurde von Otto Löwenstein geleitet und hatte die Betreuung und Begutachtung von Kindern zur Aufgabe. In dieser Zeit entstand 1932 unter Erich Rothacker seine auf der Gestaltpsychologie basierende Habilitationsschrift Der Aufbau des kindlichen Handelns, die ihm zugleich die Lehrbefugnis an der Universität Bonn eintrug. In ihr stellte er die von ihm entwickelten Methoden zur Diagnostik von schwachsinnigen und normalen Kindern vor, die eine eigenständige Weiterentwicklung der Untersuchungsmethodiken Wolfgang Köhlers und Kurt Lewins darstellte.
Zur Zeit des Nationalsozialismus verfolgte Gottschaldt, wie Mitchell Ash herausarbeitet, auch in seinen Arbeiten zur Erbpsychologie und Zwillingsforschung seine an Max Wertheimer und vor allem an Kurt Lewin orientierte Linie weiter. Deshalb blieb Gottschaldt eine ordentliche Professur an der Berliner Universität versagt.
Ab 1935 war er a. o. Professor an der Universität Berlin, leitete die Abteilung Erbpsychologie am Kaiser-Wilhelm-Institut für Anthropologie, menschliche Erblehre und Eugenik (KWI-A) sowie die Poliklinik für nervöse und schwer erziehbare Kinder am Kinderkrankenhaus Berlin-Wedding.
Vor dem Hintergrund seiner durchgehend kritischen Haltung zur nationalsozialistischen Rassenpolitik wurde Gottschaldt nach 1946 in die sog. Lewinsky-Kommission berufen, die Verschuers Beteiligung an der Umsetzung rassisch begründeter Verfolgung einschätzen und beurteilen sollte.
Im September 1946 wurde Gottschaldt zum o. Professor und Direktor des fast völlig zerstörten Psychologischen Institutes berufen, das nun in der Mathematisch-Naturwissenschaftlichen Fakultät der 1949 in Humboldt-Universität zu Berlin (HUB) umbenannten Friedrich-Wilhelms-Universität angesiedelt war. Bis 1961 baute Gottschaldt das Institut zu einem der seinerzeit größten und leistungsfähigsten Psychologischen Institute in Europa aus. Von 1953 bis 1957 war Gottschaldt Dekan der Mathematisch-Naturwissenschaftlichen Fakultät. Ab 1955 war er gleichzeitig Leiter der Arbeitsstelle für experimentelle und angewandte Psychologie an der Deutschen Akademie der Wissenschaften zu Berlin (DAW). 1959 wurde er als einziger Psychologe der DDR in den Vorstand der Deutschen Gesellschaft für Psychologie gewählt.
Dann aber sollte Gottschaldts Wirken aus ideologischen Gründen eingeschränkt werden; denn man sah ihn als Vertreter einer „bürgerlichen“, Nicht-Pawlowschen Psychologie. Nach seinen vergeblichen Versuchen, die Psychologie vor ideologischen Einflüssen zu schützen, sowie entsprechenden Konflikten im Institut erfolgte 1960 die Niederlegung seines Lehramts an der HUB und sein Rückzug auf die Arbeitsstelle an der Akademie. Gottschaldt folgte daher im Februar 1962 auf dem Fluchtwege einem 1961 erhaltenen Ruf an die Georg-August-Universität Göttingen. Da man ihm die Ausreise verweigerte, musste er die DDR wegen des 1961 erfolgten Baus der Berliner Mauer auf „illegalem“ Wege verlassen; er konnte aber vorher noch ca. 1/3 seiner wissenschaftlichen Unterlagen heimlich nach Göttingen transferieren.
Von 1962 bis 1970 setzte Gottschaldt an der Universität in Göttingen als Direktor des Instituts für Psychologie seine Arbeiten auf dem Gebiet der Persönlichkeitspsychologie, Entwicklungspsychologie, der psychologischen Diagnostik  und der Sozialpsychologie fort, für die er hauptsächlich bekannt ist. 1991 nahm er die Ehrenmitgliedschaft der Gesellschaft für Gestalttheorie und ihre Anwendungen an, mit der seine Verdienste um eine gestalttheoretisch fundierte Persönlichkeitspsychologie gewürdigt wurden.
Viele akademische Schüler Gottschaldts aus seiner Zeit an der Humboldt-Universität (HU) wurden Hochschullehrer: Walter Gutjahr (Dozent für Klinische Psychologie, HU), Johannes Helm (Professor für Klinische Psychologie, HU und später Maler in der Künstlerkolonie Drispeth), Rolf Jakuszek (Dozent für Pädagogische Psychologie, HU), Friedhart Klix (Professor für Allgemeine Psychologie, Jena, HU), Gerhard Rosenfeld (Professor für Pädagogische Psychologie, HU), Hans-Dieter Schmidt (Professor für Entwicklungs- und Persönlichkeitspsychologie, HU), Jürgen Mehl (Oberassistent HU), Hans Szewczyk (Professor für Medizinische Psychologie an der Nervenklinik der Charité), Hans-Dieter Rösler (Rostock), Erich Kurth (Rostock), Gisela Prillwitz (Professorin für Pädagogische Psychologie, HU), Hans-Jürgen Lander (Professor an der HU und später in Leipzig), Edith Kasielke (Professorin für Psychodiagnostik, HU), Lothar Sprung (Professor für Methodologie und Methodik, HU)
Zu seinen Schülern aus der Göttinger Zeit gehört Ernst Plaum (Professor für Differentielle und Persönlichkeitspsychologie, Eichstätt) und Peter Fassheber (Professor in Göttingen, der sein Studium in Berlin begann).
Gottschaldt gründete 1954 die „Zeitschrift für Psychologie“ wieder. Er fungierte auch als Herausgeber des „Handbuches der Psychologie“ im Hogrefe Verlag. Die von ihm entwickelten diagnostischen Verfahren (Würfelkasten, Berliner Erfolgs-Mißerfolgsversuche, Persona-Verfahren) fanden bei seinen umfangreichen Zwillingsuntersuchungen, die im Längsschnitt über viele Jahre fortgesetzt wurden, Verwendung.
Der Neurologe Matthias Gottschaldt war ein Sohn von ihm.

## Ausgewählte Publikationen
- 1926: Über den Einfluß der Erfahrung auf die Wahrnehmung von Figuren. I: Über den Einfluß gehäufter Einprägung von Figuren auf ihre Sichtbarkeit in umfassenden Konfigurationen. In: Psychologische Forschung, 8, 261–317
- 1929: Über den Einfluß der Erfahrung auf die Wahrnehmung von Figuren. II: Vergleichende Untersuchungen über die Wirkung figuraler Einprägung und den Einfluss spezifischer Geschehensverläufe auf die Auffassung optischer Komplexe. In: Psychologische Forschung, 12, 1–87
- 1933: Der Aufbau des kindlichen Handelns. Sonderheft der Zeitschrift für angewandte Psychologie, Leipzig
- 1940: Mitherausgeber von: Grundriß der menschlichen Erblichkeitslehre und Rassenhygiene. 5. Auflage (mit Eugen Fischer, Fritz Lenz, Johannes Lange, Otmar von Verschuer und Wilhelm Weitz)
- 1942: Die Methodik der Persönlichkeitsforschung in der Erbpsychologie. In: Erbpsychologie, Heft 1. u. 2, Leipzig.
- 1950: Probleme der Jugendverwahrlosung: Ein Bericht über psychologische Untersuchungen in d. Nachkriegszeit. Leipzig: Barth.
- 1954–1962 Herausgeber der Zeitschrift für Psychologie
- 1960: Das Problem der Phänogenetik der Persönlichkeit. In: P. Lersch & H. Thomae (Hrsg.), Persönlichkeitsforschung und Persönlichkeitstheorie, Handbuch der Psychologie (Band 4, S. 222–280). Göttingen: Hogrefe.
- 1968: Begabung und Vererbung. Phänogenetische Befunde zum Begabungsproblem. In: H. Roth (Hrsg.), Begabung und Lernen (S. 129–150). Stuttgart: Klett, ISBN 978-3129268407.
- 1972: Psychologie des programmierten Lernens. Hannover, Berlin, Darmstadt, Dortmund: Schroedel, ISBN 978-3507380196.

## Ehrungen
- Ehrenmitglied der Deutschen Gesellschaft für Psychologie